# Veterandagen (Sverige)
Veterandagen den 29. maj er en officiel flagdag i Sverige. En årlig ceremoni afholdes denne dag til minde for krigsveteraner, som finder sted ved veteranmindesmærket Restare og FN-monumentet i nærheden af Sjöhistoriska museet i Norra Djurgården i Stockholm. Formålet er at hædre personel som deltager eller har deltaget i nationale, internationale og humanitære operationer, samt at højtideligholde mindet om de sårede og omkomne.
Veterandagen fejret på samme dag som den af på den af FN indstiftade internationale dag for FN's fredsbevarende styrker (UN Peacekeepers Day). Oprindeligt blev veterandagen indstiftet den 24. oktiber (FN-dagen), men flyttedes i 2008 til den 29. maj til minde om etableringen af United Nations Truce Supervision Organization (UNTSO) som overvågede våbenhvilen efter FNs første fredsbevarende opgave efter den arabisk-israelske krig 1948.  I 2011 fik Veterandagen statsceremoniel status i Sverige. 
Den 24. maj 2017 besluttede Sveriges regering at Veterandagen skulle være en officiel svensk flagdag fra og med juli 2017, hvilket indebar at veterandagen den 29. maj 2018 blev den første officielle flagdag.